# Luzio
Luzio ist ein Ort und eine ehemalige Gemeinde (Freguesia) im nordportugiesischen Kreis Monção. Die Gemeinde hatte 120 Einwohner (Stand 30. Juni 2011).
Am 29. September 2013 wurden die Gemeinden Luzio und Anhões zur neuen Gemeinde União das Freguesias de Anhões e Luzio zusammengeschlossen.